# Paravachonium sprousei
Espèce
Paravachonium sprousei est une espèce de pseudoscorpions de la famille des Bochicidae.

## Distribution
Cette espèce est endémique d'Oaxaca au Mexique. Elle se rencontre à Acatlán de Pérez Figueroa dans la grotte Cueva de la Culebra.

## Description
La femelle holotype mesure 2,95 mm.

## Étymologie
Cette espèce est nommée en l'honneur de Peter Sprouse.

## Publication originale
- Muchmore, 1998 : Review of the family Bochicidae, with new species and records (Arachnida: Pseudoscorpionida). Insecta Mundi, vol. 12, no 1/2, p. 117-132 (texte intégral).